# Roey Marquis II.

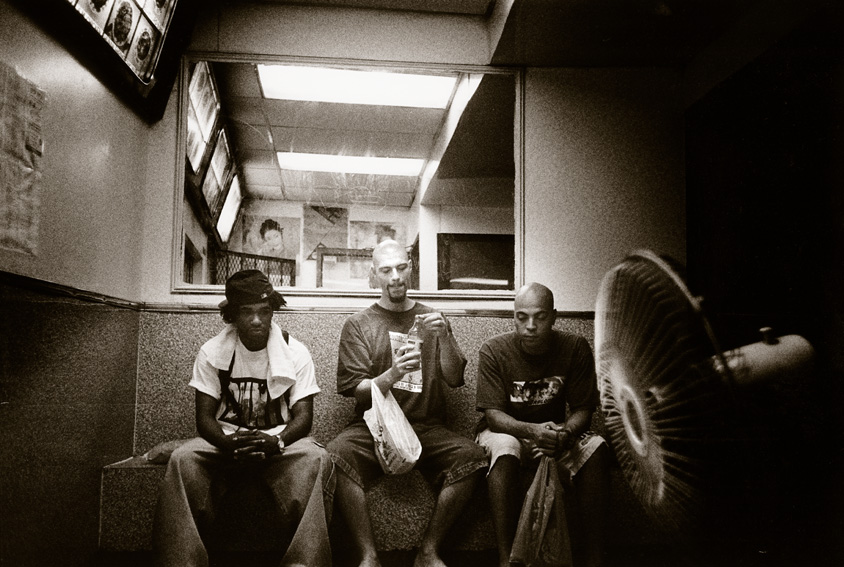
Roey Marquis (Mitte) in New York (2000)

Roey Marquis II. (auch Ming oder RM2, eigentlich Calogero Randazzo; * 1971 in Frankfurt am Main) ist ein deutsch-sizilianischer Hip-Hop-Produzent.

## Biografie
Bereits im Alter von 18 Jahren legte Calogero Randazzo im Larry’s Inn in Frankfurt am Main auf und wurde kurz darauf dessen Geschäftsführer. 1991 gehörte er zu den Mitbegründern des Musiklabels S.Y.A. Records, dessen Fokus auf Eurodance und Rap liegt. Ebenfalls eröffnete er den Plattenladen Sounds Of Blackness mit B. Knetter und A. Höft in Frankfurt am Main. Anfang 1992 ging er unter seinem Künstlernamen Roey Marquis II. ein DJ-Engagement im Funkadelic Club ein.
Im Februar 1993 gründete er zusammen mit Kerstin Lamb das vom Jazz beeinflusste Label Loose Ends. Kurz darauf gründeten sie zudem das Hip-Hop-Label Ruff-n-Raw. Zu dieser Zeit produzierte Roey Marquis II. Künstler wie Will Williams, Optropic T(h)ree, Diferenz sowie seine eigenen Projekte Jazz Con Bazz und Roey Marquis II. presents Raw And Uncut HipHop.
Von 1993 bis 1996 war Calogero Support-DJ bei Acts wie Run DMC, Onyx, Fugees, Grandmaster Flash, Nas und KRS One. Gleichzeitig leitete er weiterhin seine Labels und betrieb die Promotionsagentur Tribes Of The Underground. Ab 1997 arbeitete Roey mit der Frankfurter Produktionsfirma Fun De Mental zusammen und leitete dort das Label Quiet Force (Germany) sowie die Rap/R&B-lastige Division Genuine Productions. Außerdem arbeitete er an seinem portablen Club The Marquis Club. Ein Jahr später gründete er zusammen mit DJ Kabuki das Projekt MK2 und veröffentlichte das Album Prepare To Be Educated.
1999 gründete er zusammen mit Germ und Matrix die Rapgruppe Spiritual Warriors. Aus dieser Kollaboration entstand ein gleichnamiges Album.
Im Jahr 2000 wurde das erste Soloalbum von Roey Marquis II. veröffentlicht: Ming. Ming ist der erste Teil der RM2-Trilogie. Im gleichen Jahr gründete Calogero die Produktionsgesellschaft Shen Productions. An die bisherige Stelle von Quiet Force rückte nun das neue Label Ming Dynasty. Ende des Jahres unterschrieb er einen Verlagsvertrag und gründete die Edition Shen Ming mit Premium Blend. Roey Marquis nahm Jonesmann, Jeyz, Profan 78, Pal One, Lunafrow und weitere Künstler unter Vertrag.
Im Juli 2001 wurde der zweite Teil der Momentaufnahmen-Reihe erstmals auf CD vertrieben. Im gleichen Jahr wurde RM2 von den Juice-Lesern zum Hip-Hop-Produzenten des Jahres gewählt.
2002 erschien das Album Herzessenz, der zweite Teil der RM2-Trilogie. Ein Jahr später wurde der letzte Teil der Trilogie veröffentlicht: Samsara. Nebenbei produzierte er Tracks für Künstler wie Curse, Olli Banjo, Stress & Trauma und Pyranja. 2004 veröffentlichte Roey Momentaufnahmen 3 und beendete diese Reihe.
2005 veröffentlichte er zusammen mit Absztrakkt die LP Dein Zeichen. Im gleichen Jahr wurden Reprints der Tapes Battle Of The Words 1 und Momentaufnahmen 1 hergestellt. Außerdem rief er das Projekt Ground Under Germany ins Leben, an das Untergrund-Künstler ihre selbstproduzierten Tracks schicken konnten. Aufgrund mangelnder Qualität wurde das Projekt jedoch eingestellt und anschließend in The Platform umbenannt.
2006 erschienen die 7 Tage-LP mit Pal One. Am 21. Juli 2006 erschien Battle Of The Words 2. 2007 folgte das Instrumental-Album Ming's Biosphere. 2008 veröffentlichte er seine Biographie Lebenslinien, die0 er zusammen mit Tobias Hoeft schrieb.
2009 erschien das hauptsächlich von ihm produzierte Absztrakkt-Album Das Buch der 3 Ringe sowie Zumo Breaks 3, eine Sammlung von Instrumentalen, die zu gleichen Teilen von ihm und Curse produziert wurden.
Nach zahlreichen Gesprächen mit ehemaligen Weggefährten wurde 2024 eine neue MPC angeschafft, und eine neue Schaffensphase begann. Den Auftakt markierte ein Remix für den Rapper SOLID. Gemeinsam mit Acturus Ra (ehemals Germ) wurde das Label Urban Monx Records ins Leben gerufen, über das fortan diverse Singles veröffentlicht wurden.
2025 folgte die Gründung von RMII Records und das Kollabo-Album „Majestic2“ mit Jonesmann. Die goldene Vinyl erschien in limitierter Auflage über RMII Records / Echte Musik / Okocha Records im Vertrieb von Vinyl Digital.
Parallel arbeitete Roey Marquis II. kontinuierlich an der vierten Ausgabe seiner Momentaufnahmen-Reihe. Auch diese erschien als limitierte Vinyl und war bereits Wochen vor Veröffentlichung ausverkauft. Das Mammutprojekt mit 33 Künstlern und 22 Tracks war ein weiterer Beleg für das musikalische Comeback.

## Diskografie
- 1995: Raw & Uncut HipHop Vol.2
- 1997: The Marquis Club
- 1998: Prepare To Be Educated
- 1999: First There Waz The Word
- 1999: Spiritual Warriors
- 1999: Momentaufnahmen
- 2000: Ming
- 2001: Momentaufnahmen 2
- 2002: Herzessenz
- 2003: Samsara
- 2004: Momentaufnahmen 3
- 2005: Battle Of The Words 1
- 2005: Dein Zeichen (mit Absztrakkt)
- 2006: 7 Tage (mit Pal One)
- 2006: Battle Of The Words 2
- 2007: Ming's Biosphere
- 2009: Das Buch der drei Ringe (mit Absztrakkt)
- 2010: Das X-Tape (mit X-Men Klan)
- 2025: Majestic2 (mit Jonesmann)
- 2025: Momentaufnahmen 4